# TestDaF
Test Deutsch als Fremdsprache für auslanddische Studienbewerber (TestDaF) — центральний стандартизований мовний тест німецької мови як іноземної, розроблений у 1998-2000 за дорученням Німецької служби академічних обмінів (DAAD). Тест призначений насамперед для абітурієнтів, які збираються навчатися у вищих навчальних закладах ФРН. Метою тесту є надання сертифікату про рівень знань німецької мови, необхідний для навчання у ВНЗ.

## Зміст іспиту
Іспит складається з чотирьох частин, що відображають різні мовні компетенції:
- розуміння текстів;
- розуміння усного мовлення;
- власне письмове мовлення;
- ведення бесіди.